# Castello Grimani-Sorlini
Il castello Grimani-Sorlini è un castello risalente all'XI secolo che sovrasta il paese di Montegalda in provincia di Vicenza. Nel corso dei secoli gli edifici vennero più volte ricostruiti e ampliati, mantenendo la funzione militare fino alla Guerra della Lega di Cambrai. Tra il 1500 e il 1700 la fortezza assunse le forme di una dimora civile divenendo in epoca contemporanea la residenza della famiglia Sorlini.

## Storia
Già nel III secolo d.c. era presente nella zona una torre di avvistamento tardo romana, le cui fondamenta sono ancora visibili nel cortile interno del castello, che garantiva il controllo delle strade per Vicenza, Padova e Mantova, oltre al controllo del vicino fiume Bacchiglione. L'avamposto venne successivamente ampliato dai Longobardi, a dominio di un loro ducato di confine, ed infine trasformato in una vera e propria fortezza militare nel 1176 a difesa del territorio vicentino contro gli attacchi dei padovani. Sotto le sue mure venne infatti combattuta la battaglia di Montegalda, celebre scontro tra le due città venete.
Nella prima metà del 1200 il Castello passa sotto il controllo del despota padovano Ezzelino III da Romano,  nel 1266 il Castello viene conquistato dai padovani e, in seguito, nel 1314, diviene proprietà della famiglia scaligera dei "della Scala" signori di Verona, che realizzarono la nuova torre castellana con l'attuale ponte levatoio. Alla fine del '300 il Castello diventa proprietà della famiglia Visconti, signori di Milano.
Dal 1404 con il dominio della Repubblica Serenissima di Venezia e la fine delle guerre comunali, il Castello perde la funzione militare per diventare una villa nobiliare e residenza di pregio. A metà del 1400 il Castello viene donato alla famiglia vicentina Chiericati per poi passare nei secoli successivi alle nobili famiglie veneziane Contarini, Donà, Grimani e Marcello e usato come residenza estiva. Nel XVIII secolo viene parzialmente trasformato in villa residenziale dalla famiglia Donà e sul finire del settecento arricchito con affreschi di noti pittori locali, ricavandone una dimora che potesse competere con le ville palladiane.
Le stanze interne conservano affreschi di Andrea Urbani, pittore paesaggista veneziano del '700, mentre le statue del castello sono della bottega di Orazio Marinali, scultore vicentino. La famiglia Sorlini, attuale proprietaria del Castello, acquista il complesso a metà degli anni '70 e dopo un accurato restauro riporta il castello al suo antico splendore.

## Descrizione
Il castello è costituito di una imponente struttura formata da tre torri, un mastio e la cinta merlata di stampo ghibellino a forma di anello; le sue mura sono spesse oltre un metro, fino a raggiungere dimensioni di oltre due metri in alcuni punti. Dal ponte levatoio si accede al cortile interno, restauro settecentesco dell'originale spazio dell’antica corte d'armi. All'esterno, nella spianata a sud, oltre il cancello, si apre il giardino all'italiana con aiuole a forma geometrica, delimitate dal bosso e ornate da una fontana centrale e dai vasi di limone e di cedro ai vertici. Verso est sono presenti dei bastioni che ospitano delle serre mobili per la coltivazione degli agrumi piantati in terra, mentre nella parte ovest troviamo dei giardini pensili a terrazzamenti.